# Montes Horlick
Montes Horlick é o nome dado a uma cadeia de montanhas dos Montes Transantárticos, localizados na Antártica. As montanhas foram descobertas após observações de Kennett L. Rawson, em 22 de novembro de 1934, e Quin Blackburn em dezembro de 1934. O nome é uma homenagem de Richard Byrd a William Horlick, um dos que o ajudaram a financiar a expedição na qual os Montes Horlick foram observados pela primeira vez.